# Schemerlibel
De schemerlibel (Boyeria irene) is een echte libel uit de familie van de glazenmakers (Aeshnidae). De wetenschappelijke naam van de soort werd in 1838 als Aeshna irene gepubliceerd door Étienne Boyer de Fonscolombe. De Nederlandstalige naam is ontleend aan Libellen van Europa.

## Veldkenmerken
Lengte 63 tot 71 mm. De tekening is vlekkerig, en doet wel wat denken aan militaire camouflage. Bij de meeste mannetjes en bij sommige vrouwtjes zijn de vleugelpunten iets donker. De ogen van uitgekleurde dieren zijn groen.

## Verspreiding
Komt voor in Zuid-Europa: Frankrijk ten zuiden van Parijs, Spanje, Portugal en Italië. In Noord-Afrika in Marokko en op enkele plekken in het noorden van Algerije en Tunesië.